# Rivière Point Wolfe
La rivière Point Wolfe (anglais : Point Wolfe River) est un fleuve côtier du Nouveau-Brunswick située dans les comtés de Kings, de Saint-Jean et d'Albert.

## Cours
La rivière prend sa source dans les collines Calédoniennes au sud-est du comté de Kings. Elle s'écoule ensuite en direction sud-est sur une distance de 23 km. Elle traverse la zone naturelle protégée de la Gorge-de-la-Rivière-Point-Wolfe ainsi que le parc national de Fundy. Son bassin versant est de 143,6 km2.